# Poacevirus
Genre
Espèces de rang inférieur
- espèce-type :  Triticum mosaic virus

Poacevirus est un genre de virus appartenant à la famille des Potyviridae, qui contient 3 espèces acceptées par l'ICTV. Ce sont des virus à ARN à simple brin de polarité positive (ARNmc), rattachés au groupe IV de la classification Baltimore.
Ces virus infectent les plantes (phytovirus) monocotylédones de la famille des Poaceae (graminées), sauf CalVA qui infecte des Orchidées. L'espèce TriMv est transmise par des acariens, Aceria tosichella.

## Structure
Les particules sont des virions non-enveloppés, flexueux, filamenteux, à symétrie hélicoïdale, de 680 à 750 nm de long et 12 à 15 nm de diamètre.
Le génome, non segmenté (monopartite), est un ARN linéaire à simple brin de sens positif, dont la taille varie de 9,7 à 9,3 kbases.

## Liste d'espèces
Selon NCBI (16 janvier 2021) :
- Caladenia virus A (CalVA)
- Sugarcane streak mosaic virus (SCSMV)
- Triticum mosaic virus (TriMV)